# Marmosops pinheiroi
Marmosops pinheiroi är en pungdjursart som först beskrevs av Leo Pine 1981. Marmosops pinheiroi ingår i släktet Marmosops och familjen pungråttor. IUCN kategoriserar arten globalt som livskraftig. Inga underarter finns listade.
Pungdjuret förekommer i östra Venezuela, regionen Guyana och i nordöstra Brasilien. Arten vistas där i regnskogar och andra fuktiga skogar. Den är aktiv på natten och livnär sig av frukter och insekter.